# VEF Irbitis I-16
Die VEF Irbitis I-16 war ein lettisches Jagdflugzeug im Prototypenstadium. Es wurde 1939 von Kārlis Irbītis konstruiert und von der Firma Valsts elektrotehniskā fabrika (VEF) gebaut. Die Entwicklung wurde unter der sowjetischen Besatzung Lettlands und der damit verbundenen Säuberung unter dem Personal der VEF gestoppt. Das einzige gebaute Exemplar wurde später von der deutschen Wehrmacht erbeutet und von der damaligen Luftwaffe erprobt.

## Konstruktionsmerkmale
Die I-16 war ein konventioneller Eindecker in Tiefdeckerausführung mit einem luftgekühlten turbogeladenen V-12-Triebwerk tschechoslowakischer Herkunft, einem Zweiblatt-Propeller, geblasener Führerraumhaube und abgerundeten Tragflächenenden. Der Prototyp hatte ein festes, nicht einziehbares Fahrwerk, während für die Serienausführung ein einziehbares Fahrwerk vorgesehen war. Der Prototyp war unbewaffnet, der Einbau von zwei Browning MGs in den Rumpf jedoch vorgesehen. Unter den Tragflächen sollten zusätzliche Waffen angebracht werden.

## Technische Daten

Dreiseitenriss

| Kenngröße                 | Daten                                    |
| ------------------------- | ---------------------------------------- |
| Besatzung                 | 1                                        |
| Länge                     | 7,30 m                                   |
| Spannweite                | 8,23 m                                   |
| Höhe                      | 2,70 m                                   |
| Flügelfläche              | 11,4 m²                                  |
| Leermasse                 | 1100 kg                                  |
| Startmasse                | 1550 kg                                  |
| Flächenbelastung          | 136 kg/m²                                |
| Leistung-Masse-Verhältnis | 220 W/kg                                 |
| Höchstgeschwindigkeit     | 483 km/h                                 |
| Dienstgipfelhöhe          | 8100 m                                   |
| Reichweite                | 805 km                                   |
| Triebwerke                | ein Walter Sagitta I-SR, 343 kW (466 PS) |
| Bewaffnung                | 2 × MG Browning 0,303 Zoll (7,7 mm)      |